# Починок (Юринський район)
Почи́нок (рос. Починок, марій. Почиҥга) — присілок у складі Юринського району Марій Ел, Росія. Входить до складу Биковського сільського поселення.

## Населення
Населення — 222 особи (2010; 328 у 2002).
Національний склад (станом на 2002 рік):
- росіяни — 98 %